# 艾哈迈德·齐亚·马苏德
艾哈迈德·齐亚·马苏德（達利語：‎，1956年5月1日—），阿富汗政治家。他是艾哈迈德·沙阿·马苏德的弟弟，也是布爾漢努丁·拉巴尼的女婿。
出生於加茲尼省。1976年，他進入喀布爾理工大學學習三年。四月政變發生後，他成為一名聖戰者，追隨哥哥艾哈迈德·沙阿·马苏德來到潘傑希爾山谷抵抗蘇聯侵略者，並成為一名指揮官。1981年至1992年，他被哥哥任命為伊斯蘭促進會的代表，前往巴基斯坦白沙瓦，與七個抵抗運動的主要政黨會面。在此期間他與所有抵抗運動的領導人密切接觸，並還接觸了外交人物和國際組織。他還到國外為聖戰者辯護。
蘇聯支持的共產主義傀儡政權垮臺後，布爾漢努丁·拉巴尼任命他為阿富汗伊斯蘭國的顧問和特別代表。塔利班奪取政權後，他加入了哥哥艾哈迈德·沙阿·马苏德領導的拯救阿富汗伊斯蘭聯合陣線（北方聯盟）中。他活躍於政治及外交舞臺，呼籲世界關注塔利班的恐怖主義行徑。
2001年12月，塔利班政權垮臺後，他被阿富汗總統哈米德·卡尔扎伊任命為駐俄羅斯大使。2004年至2009年期間擔任阿富汗第一副總統。他對塔利班持强硬態度，因此最終與卡尔扎伊分道揚鑣。2011年底，他團結反塔利班的主要政治領袖穆罕默德·莫哈奇克、阿卜杜勒·拉希德·杜斯塔姆等人一起，組建阿富汗全國陣線，强烈反對塔利班參與政權。
2014年阿富汗總統選舉時，他是前外交部長扎尔迈·拉苏尔的競選夥伴，但後來改為支持阿什拉夫·加尼。後在加尼政府中擔任阿富汗總統改革和善政特别代表職務。 
2021年8月塔利班佔領喀布爾後，他與國防部長比斯米拉·汗·穆罕默迪等人一起前往潘傑希爾山谷，加入阿富汗全國抵抗陣線，反抗塔利班統治。